# Carpasio
Carpasio (ligur nyelven Carpaxe) egy olasz község Liguria régióban, Imperia megyében.

## Gazdaság
Legjelentősebb bevételi forrása a mezőgazdaság.

## Közlekedés
Megközelíthető az A10 autópályán, az  Arma di Taggia lehajtóról.